# Старый Дрюш
Старый Дрюш (тат. Иске Дөреш) — село в Тукаевском районе республики Татарстан, на автомобильной дороге «Набережные Челны—Сарманово».
Население — 417 человек (2013).

## География
Село расположено на автомобильной дороге «Набережные Челны—Сарманово» и в 28 км к юго-востоку от города Набережные Челны. Ближайшие города — Набережные Челны, Нижнекамск, Альметьевск, а ближайшие населённые пункты — Подгорный Дрюш, Старое Клянчино, Тлянче-Тамак.

## История
Село Старый Дрюш было основано в 1721 году. До 1860-х годов жители относились к категории государственных крестьян. Занимались земледелием, разведением скота. В начале XX века в селе Старый Дрюш функционировали мечеть, мектеб. В этот период земельный надел сельской общины составлял 785,4 десятины. До 1920 г. село входило в Языковскую волость Мензелинского уезда Уфимской губернии. С 1920 г. в составе Мензелинского, с 1921 г. - Челнинского кантонов Татарской АССР. С 1935 года в Ворошиловском, с 1957 года в Яна-Юльском, с 1959 года в Сармановском, с 1984 г. в Тукаевском районах. В 1928 году открылась первая школа в здании кузнецы. В 1934 году школа переехала в мечеть и произвели расширение здания. В 1984 году в селе открылась средняя образовательная школа.
По сведениям переписи 1897 года, в деревне Старый Дрюш (Улу-Дрюш) Мензелинского уезда Уфимской губернии жили 625 человек (311 мужчин и 314 женщин), все мусульмане.
В настоящее время в селе имеется 134 двора, средняя образовательная школа, дом культуры, библиотека, мечеть и мемориальный обелиск с вечным огнем в честь Победы в Великой Отечественной войне.

## Экономика
Основная отрасль — сельское хозяйство (растениеводство, животноводство, полеводство и молочное скотоводство).

## Население
| Численность населения |      |      |      |      |      |      |      |      |      |      |      |
| 1897                  | 1926 | 1938 | 1949 | 1958 | 1970 | 1979 | 1989 | 2002 | 2008 | 2010 | 2013 |
| 625                   | ↘391 | ↗475 | ↘400 | ↘380 | ↗393 | ↘338 | ↘337 | ↗382 | ↘336 | ↗427 | ↘417 |

## Климат
| Показатель                    | Янв.  | Фев.  | Март | Апр. | Май  | Июнь | Июль | Авг. | Сен. | Окт. | Нояб. | Дек.  | Год |
| ----------------------------- | ----- | ----- | ---- | ---- | ---- | ---- | ---- | ---- | ---- | ---- | ----- | ----- | --- |
| Средний суточный максимум, °C | −10   | −8,4  | −1,5 | 9,4  | 19,1 | 23,3 | 25,2 | 22,6 | 16,1 | 6,5  | −1,6  | −6,9  | 7,8 |
| Средняя температура, °C       | −13,9 | −12,6 | −5,7 | 4,8  | 13,1 | 17,4 | 19,5 | 17,1 | 11,2 | 3,4  | −4,4  | −10,4 | 3,3 |
| Средний суточный минимум, °C  | −17,7 | −16,7 | −9,9 | 0,2  | 7,1  | 11,6 | 14,0 | 11,6 | 6,4  | −0,1 | −7,2  | −13,8 | −1  |
| Норма осадков, мм             | 40    | 28    | 26   | 38   | 40   | 58   | 73   | 53   | 55   | 58   | 48    | 40    | 557 |